# Чувашская литература
Чувашская литература (чуваш. чăваш литератури) — литература и авторы, пишущие на чувашском языке. По умолчанию подразумевается, что речь идёт, прежде всего, о художественной литературе. Однако фольклорные произведения следует рассматривать отдельно. При этом место написания и опубликования произведений литературы, а также этнические происхождения авторов, не имеют значения.
В то же время, могут быть и другие дискурсы  чувашской литературы, предполагающие,  в некоторых случаях,   рассмотрение в её рамках и текстов на других языках, являющихся, в тех прецедентах, не атрибутами, а  модусами национальной идентичности. Но в данной статье,  согласно принятому определению и с упором на него,  на этом внимание сильно не акцентируется.

## Роль культуры волжских булгар в чувашской литературе
Чувашская литература создаётся на чувашском языке, который восходит к булгарскому языку Средневековья. В этом и состоит главное значение культуры волжских булгар в чувашской литературе. Историю чувашской литературы следует рассматривать со времён появления в исторических источниках текстов на чувашском языке. О временах домонгольской Волжской Булгарии известно, что некий булгар Якуб ибн Нуман, живший в XI веке, написал труд под названием «История булгар». Труд не сохранился до наших дней. Араб Хамид ал-Гарнати, встречавшийся с автором этого творения, оставил потомкам некоторые сюжеты из него. В частности, там были указания на противостояние булгар и хазар, сообщение о том, как булгары принимали ислам и многое другое. Характерно, что события прошлого в том труде, как можно понять, поданы в мифологизированном виде. Встречаются персонажи, похожие на героев современного чувашского фольклора, таких, например, как Улып. Речь идёт о неких великанах. Имя одного такого персонажа — Днки, что можно сопоставлять, хотя и без далеко идущих выводов, с современным чувашским словом тĕнке (мощь, сила, возможность).
Известны также сообщения о подобных творениях словесного искусства и некоторых других авторов Волго-Камского раннего Средневековья. В общем, хотя и нет сохранившихся текстов на булгарском языке домонгольского времени, однако имеются пересказанные другими людьми на других языках нарративы, основанные непосредственно на булгарских источниках.
На большинстве надгробий, оставленных волжскими булгарами уже в XIII—XIV веках на территории Среднего Поволжья, можно найти булгароязычные тюркские эпитафии. Несмотря на то, что в простых текстах иногда можно обнаружить определённую художественность и сюжетные разработки, полноценными литературными произведениями их считать нельзя, но, тем не менее, таким образом зафиксирован, наряду  со стандартным тюркским,  чувашский язык золотоордынского времени.

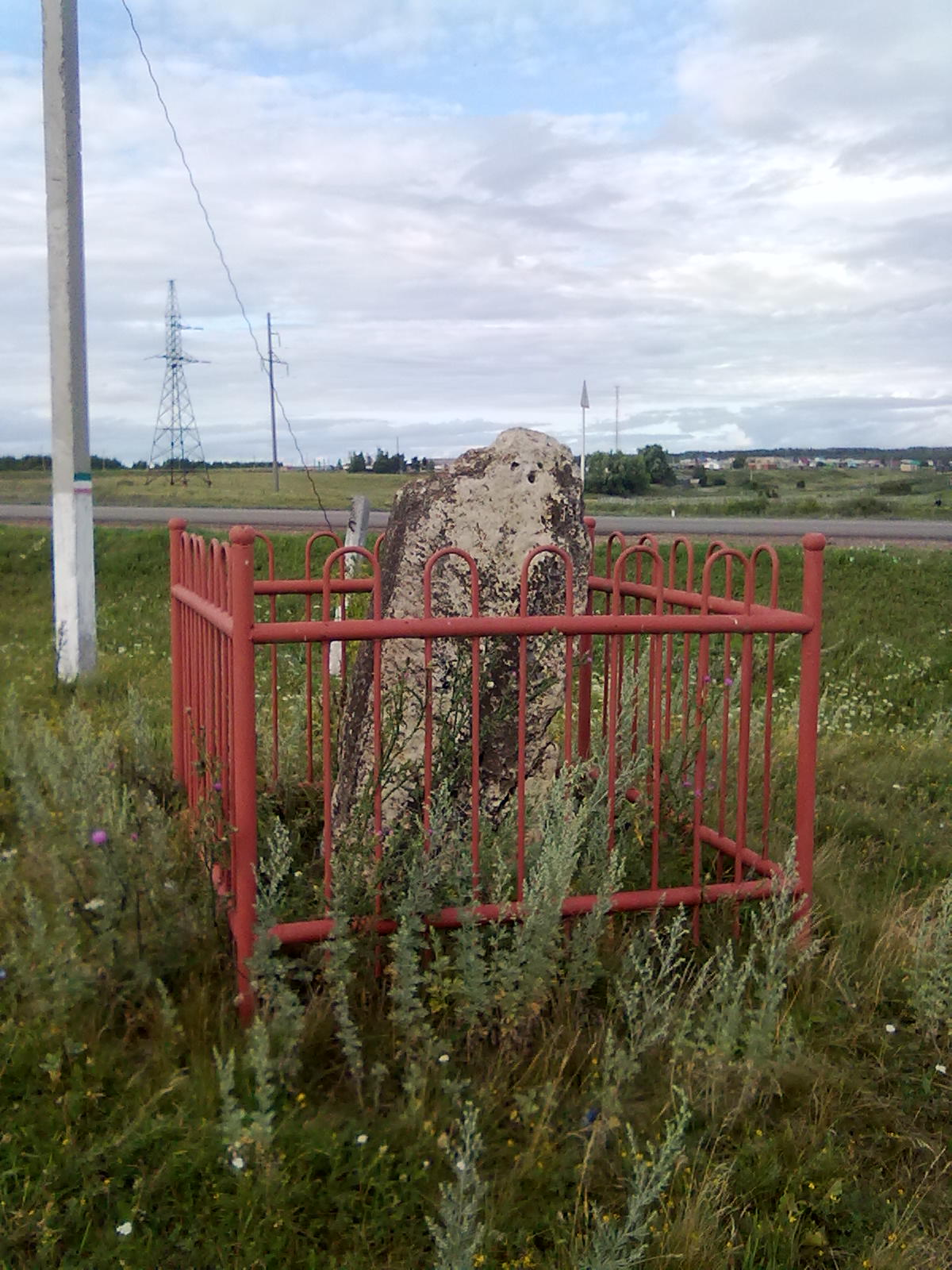
Булгарский эпиграфический памятник с письменами на тюркском р-языке, датированный 1349 годом

Приводим мнение С. М. Червонной о текстах этих эпитафий (см. ниже). 

...в XIII-XIV веках, сквозь жёсткий панцирь теологической схоластики в словах, начертанных на камне, прорывалась живая творческая мысль и как бы слышалась порой то обстоятельная размеренная речь стремящегося к исторической истине и фактичесой точности летописца, хронографа общебулгарских или локальных — городских, сельских, семейных событий, то взволнованная лирическая поэзия, окрашенная личным чувством боли и нежности. Во всех случаях, говоря о синтезе архитектуры, пластики, графики и слова, мы можем вести речь о высоком уровне, стилевой зрелости комплекса пластических искусств и одновременно зачатков художественной литературы, включающей в себя и научное (историческое, географическое, теологическое), и вдохновенно-поэтическое, и фантастическое начало. Мастеру-резчику было небезразлично, как и что он должен начертать и выразить на камне, оставить на века. Этот повышенный интерес к слову, эта активная роль литературного начала придавала как бы усиленную рациональность, интеллектуальность, особую окраску «мусульманской учёности» булгарскому мемориальному искусству. Скульптор-резчик должен был быть высокообразованным человеком, не просто грамотным, но эрудированным, даже учёным, не только художником, но и немного поэтом. Именно поэтические достоинства булгарских эпитафий прежде всего были выявлены учёными.

## Чувашская литература XVIII—XIX веков

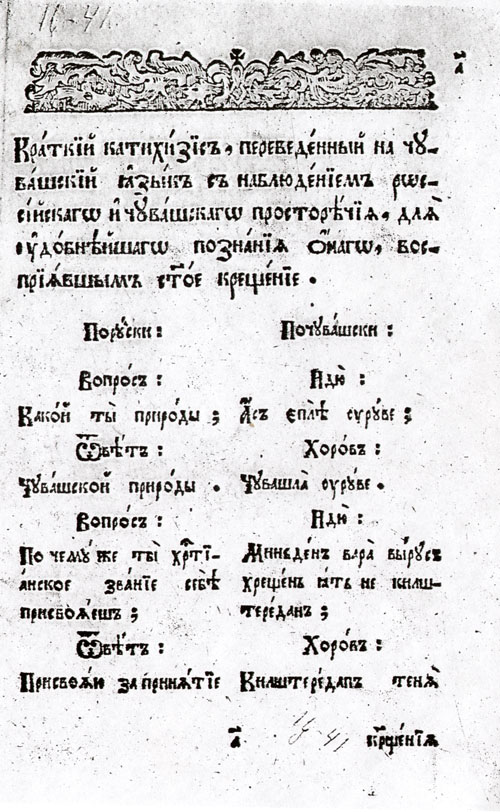
Страница первой (1800) книги на чувашском языке

### XVIII век — первая половина XIX века
В исторических источниках тексты более-менее художественного характера
на чувашском языке начинают появляться во второй половине XVIII века. Как раз в этот период происходит становление старой чувашской письменности.
Вот стихотворение неизвестного автора (анонима) 1767 года, восхваляющее императрицу Екатерину II:

Пелмастапар абирь тя минь барас парня,

Сана, чиберь патша, пора-мырынь Ання,

Jоратнышан пире. Пелмаста мар хальчен

Тора, хужу сюльда. Пельзан и дах чечень.

Памалых сяванжен, нимень сjок чон анчах, —

Парня вырня полдар вулда аппинь санах!
<Подстрочный перевод: Не знаем мы, что дарить /
Тебе, прекрасная царица, всеобщая мать, / за любовь к нам.
Не знали до сих пор
Богиню, которая в небесах./ Оказывается, она весьма изящна./ Ничего у нас нет значимого, кроме душ наших, —/
Да будут же они даром тебе.>

Подобных стихотворений одического характера на чувашском языке выявлено к настоящему времени с десяток. Авторы их, как правило, неизвестны. Только одно из них, написанное в 1795 году и посвящённое архиепископу Амвросию, обычно приписывается Никите Бичурину (1777—1853). У одного из создателей старой чувашской письменности E.И.Рожанского (1741—1801) тоже есть собственные творения — к примеру, перевод «Краткого катехезиса» на чувашский язык (1800). Это — первая в истории книга на чувашском языке. К этому же периоду относится стихотворение «Чьвашъ аберь болдымыръ» (чув. Чӑваш эпир пултӑмӑр) (1852), автором которого, по последним данным, является В. И. Лебедев (чув. Акӑш Ваççи) (1813—?).
К XIX веку относятся стихи первой[почему?] чувашской поэтессы Эмине, включённые[кем?] в «Библиотеку всемирной литературы».

### Вторая половина XIX века
Нынешняя новая чувашская письменность (на основе кириллического алфавита) была создана в начале 1870-х гг. просветителем и общественным деятелем И. Я. Яковлевым. В эти годы появляются художественные произведения на чувашском языке, оформленные на этой новой письменности. Однако в ряде случаев продолжает использоваться и старая чувашская письменность, а также графика Золотницкого. Например, Григорий Филиппов (?—1914), автор стихотворения «Жизнь бедняка подобна жизни полевого зайца» (Чухăн çын пурăнăçĕ — хирти мулкач пурăнăç), являлся учеником Н. И. Золотницкого (1829—1880).

М. Ф. Фёдоров (1848—1904)

 Основные мотивы и даже сюжетные перипетии этого произведения перекликаются с содержанием поэмы «Арзюри» Михаила Фёдорова (1848—1904). Последнее произведение можно назвать высшим достижением чувашской литературы указанного периода. Поэма, написанная в 1884 году, сперва распространялось среди населения в списках. Впервые опубликовано оно было значительно позже — в 1908 году. Главный герой поэмы, крестьянин Хеведер, отправляется вечером в лес за дровами; ему мерещатся вокруг разные видения и он начинает задумываться о своей жизни, о своих близких, о друзьях-товарищах и других людях. Вставляет свои рассуждения и рассказчик. Тем самым создаётся целостная картина произведения. Вот как выглядит это в одном из русских переводов (Эндри — один из персонажей поэмы):

Холщовые штаны, лычина да лубок —

Имущество Эндри, которое дал Бог.

В эти же годы создавал свои произведения сподвижник И. Я. Яковлева — Игнатий Иванов (1848—1885). Он прежде всего известен как автор цикла рассказов под названием «Как живут чуваши». Некоторые творения писателя были опубликованы в букварях И. Я. Яковлева, как впрочем и многие другие произведения чувашской литературы. Это объясняется спецификой этих книг, предназначенных не только для первоначального усвоения грамоты, но и для всеобщего просвещения людей, приобщения их к художественному слову. Авторы подобных произведений иногда подлежат дополнительному устанавлению, и
в корне неверно приписывать их только самому И. Я. Яковлеву.

### Рубеж XIX—XX веков (1886—1903 гг.)
Условной точкой отсчёта этого периода можно считать 1886 год, когда Иван Юркин (1863—1943), как считают, написал свой первый рассказ и, тем самым, начал свою литературную деятельность. Это действительно очень крупная фигура в чувашской культуре и, в частности, в литературе. Им в эти годы написаны крупные произведения литературы: «Богатство», «Человек сыт, но глаза его голодные». Можно условно определять их как романы, хотя их чаще всего называют повестями. Известен И. Н. Юркин и своей публицистикой. Он являлся активным защитником традиционной чувашской религии, был её апологетом. К жанру публицистики относится и книга Даниила Филимонова (1855—1938) «О Николае Ивановиче Ильминском» (1893).
Начало нового века, вплоть до первой русской революции, в чувашской литературе был периодом стабильного и независимого от политических веяний развития. Поэтому творчество большинства писателей в большой степени ориентировалась на собственно национальные традиции, хотя нельзя не отметить и отдельные факты влияния русской литературы (в частности, поэзии В. Жуковского, А. Пушкина, М. Лермонтова, А. Кольцова и Н. Некрасова). Но здесь можно говорить о влиянии русской поэзии на чувашских поэтов прежде всего в смысле овладения последними формами классического стиха (чего в своём арсенале не имела устная народная поэзия). В целом же, литературу подпитывали собственные национальные традиции, которые основывались на народной педагогике и фольклоре.
В поэзии активно проявляют себя Яков Турхан (1871—1938) и Хведер Турхан (1876—1932). Из стихотворения (или романса — как указано в её подзаголовке) Якова Турхана «Мĕншĕн эсĕ, çамрăк тăванăм…» (Почему ты, молодой человек…) (1899):

Мĕншĕн эсĕ, çамрăк тăванăм,

Пуçа усса хирте çÿретĕн?

Пĕр пуç халлĕн сарăхса кайрăн.

Мĕншĕн чунна хуйха ÿкертĕн?
<Подстрочный перевод: Отчего ты, молодой человек,/ Ходишь по полю, понурив голову?/ Аж пожелтел, будучи одиноким./ Отчего душу топишь в горечи?>

Помимо стихотворений, перу этого автора принадлежит также написанная в 1902 году поэма эпического склада «Варуççи»,
в написании которой поэт вдохновился распространёнными в чувашском фольклоре сюжетными мотивами о несчастной любви насильно выданной замуж девушки.

## Чувашская литература XX века
В первые два десятилетия XX века особенно заметны литературные достижения в области поэзии. Потом развитие происходит во всех родах и жанрах литературы.
В начале XX века чувашская литература во многом строилась и развивалась на фундаменте, созданном к тому времени деятельностью И. Я. Яковлева. Поддерживались созданные им письменные традиции, переплетавшиеся с элементами фольклора. Очаг чувашский письменности в Симбирской учительской школе постепенно разгорелся до уровня полноценной литературной школы, самими яркими представителями которой являлись К. Иванов, Г. Кореньков, Г. Комиссаров, Н. Шубоссинни, Ф. Павлов и др. Таким образом, главным центром и средоточием национального интеллектуально-творческого потенциала стал город Симбирск.

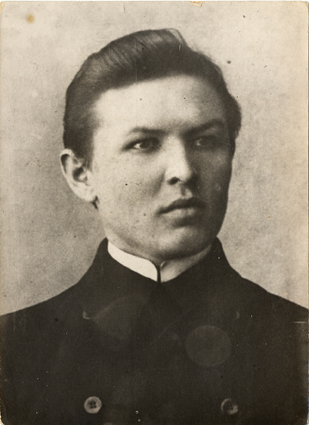
К. В. Иванов (1890—1915)

Наряду с Симбирском энтузиасты чувашского просвещения объединяются в Казани, Самаре, Уфе и других городах региона Поволжья и Урала. Чувашская литература особенно многим обязаны Казани. Десятки чувашских юношей и девушек конца XIX века обучались в различных учебных заведениях центра губернии. Город в то время был признанным культурным центром малых народов Поволжья и востока России. Как и у большинства из них, именно в Казани печатаются книги и брошюры представителей чувашской интеллигенции, посвященные вопросам науки и литературы (труды Н. М. Кедрова, О. Г. Романова, Д. А. Архипова, К. П. Прокопьева и др.)
Большую роль в объединении чувашской литературно-творческой молодежи в Казани, а затем и создании в этом городе второй, не менее значительной чувашской литературной школы сыграл этнограф и историк Н. В. Никольский.
Большим толчком в развитии чувашской литературы послужило появление первой печатной чувашской газеты «Хыпар» под редакторством Н. В. Никольского в январе 1906 года. Инициаторы создания газеты — видные чувашские писатели и журналисты — были в авангарде просвещения чувашского народа. Она стала объединяющим и координирующим центром для молодых литераторов и публицистов той эпохи: М. Ф. Акимова, Т. С. Семёнова (Тайӑр Тимкки), Н. И. Шелеби, Н. В. Шубоссинни, Якова Турхана, Д. А. Демидова-Юлташа, С. С. Сорокина, Васся Анисси (Ваççа Аниççи) и др. Первоначально — до абсолютного преобладания революционных настроений — многие из них продолжали яковлевские умеренные и просвещенческие традиции. Т. С. Семёнов в своих первых новеллах «Çутта тухасчĕ» и «Пурнăç çути», в рассказах «Выçлӑх çул» и «Эрех сиенӗ» призывает народ к новой свободной жизни, к повышению культурного и образовательного уровня и избавлению от отсталости и затхлых традиций. М. Акимов в рассказе «Кӗтӳ пухӑвӗ» описывает ужасающе трудную жизнь крестьянина, произвол деревенских спесивых мироедов.
Проза начала века представлена разными жанрами и стилями. В частности, в этот период наметился большой сдвиг в развитии жанра очерка, а также близких к нему краеведческих записок и жизнеописаний. Большую ценность представляет «Тӑхӑръял» Г. Т. Тимофеева, ставший заметным вкладом в развитие национальной литературы; появляется целый ряд очерков, посвящённых особенностям функционирования и перспективы чувашского языка со стороны самих носителей («Пишущим на чувашском языке» И. Никитина-Юркки, 1906; «Наш язык» С. Сорокина, 1906; «Низовые и верховые чуваши» П. Орлова, 1910 и др.) Пробуждение национального самосознания среди широких слоев чувашского населения проявляется в образе героя повести С. П. Чундерова «Моя жизнь» (1902); в лейтмотиве стихотворных произведений, носящих черты эпической формы («Моя родина» Г. Комиссарова, 1902; «Орауши» П. Орлова, 1903; «Земля моих предков» Н. Никитина, 1908 и др.)
Помимо двух революций того периода, в чувашской литературе оставила некоторый след и Русско-японская война. Авторы указывают на вред, причиняемый войной обычному населению, обвиняя приближённых царя и богатые слои населения в наживательстве на горе остальных. Этой теме посвящены «Пулӑшӑр» (рус. Помогите) Т. К. Кириллова, брошюры Н. М. Кедрова и др.
Многие чувашские писатели того периода выказывали доверие к Государственной думе и парламентаризму как инстанциям, которые были в силах улучшить положение крестьянства. Ф. Аникин в стихотворении «Пурнӑç» пишет о надежде и уповании на новую политическую силу. Однако, уже тогда Т. Абрамов пишет о несостоятельности и бессилии Думы в решении практических вопросов важных для народа, так как все попытки быть услышанными были тщетны (имеются ввиду письма И. Я. Яковлева депутату И. С. Клюжеву, уверяющие в поддержке деятельности парламента большинством чувашской интеллигенции; многочисленные письма Д. Ф. Филимонова с просьбой о защите чувашского языка и культуры на уровне Думы и т. д.)

### Хроника
1900
- 4 ноября этого года в Самаре проходит I съезд губернских чувашских переводчиков, прошедший под руководством Д. Ф. Филимонова;
- В Казани издаются «Сборник чувашских народных песен, записанных в губерниях Казанской, Симбирской и Уфимской» Н. И. Ашмарина, повести «Аçӑна-аннӗне хисепле, хӑвнах аван пулӗ» (Чти отца с матерью, и тебе воздаётся добром) Н. М. Кедрова и «Хӗн-хур куракан ҫынна Турӑ пӑрахмасть» (Бог милует страждущих) О. Г. Романова.

В повести Н. Кедрова использован сюжет известной чувашской народной притчи об отце и его дочерях. Варианты этого сюжета встречаются и в античной литературе, но в произведении чувашского писателя развитие событий подчинено одному из основных принципов христианской морали.
В повести О. Романова концепция добродетельной и идеальной личности основывается на религиозной морали, и красной нитью проходит через описание судьбы девушки по имени Ануш, обретшей своё личное счастье.
Названные повести являются наиболее яркими образцами синтеза литературно-художественного сознания и религиозной нравственности.
- В Букваре для чуваш «Чӑваш кӗнеки» впервые были напечатаны рассказы И. И. Иванова «Аттӑна тӑхӑн та çӑпатӑна кӑларса ан пӑрах» (Сапоги-то надевай — но и лаптей не выбрасывай) и «Лайӑх, ӑслӑ, кӑмӑллӑ çын пурне те юрӑхлӑ» (Хороший, умный и приятный человек пригож всем);
- В Бугурусланском уезде Самарской губернии финский учёный Хайки Паасонен собирает примеры чувашского народного творчества и традиции чувашского народа. Материалы исследований на чувашском и немецком языках увидят свет в 1949 году в книге «Чӑваш халӑх йӑла-йӗркипе поэзийӗ», вышедшей в городе Хельсинки[22].

1901
- В Симбирской чувашской школе Г. А. Кореньков организовывает литературный кружок «Компания юных пиитов», издающий рукописные журналы на русском и чувашском языках;
- Турхан Якку (Турхан Яккӑвӗ) пишет стихотворения «Каçхи чан сасси» (Вечерний звон), «Çуркунне» (Весна); Г. И. Комиссаров подготавливает пьесу «Чӑваш туйӗ» (Чувашская свадьба), переводит стихотворение «Детство» И. З. Сурикова; Г. А. Кореньков начинает работу по переводам басен И. А. Крылова на чувашский язык;

1902
- Турхан Якку заканчивает работу над поэмой «Варуççи», создаёт стихотворения «Хӗле кӗрес умӗн», «Ака тӑвакан»;
- Турхан Хеведер написал «Мӗшӗн халӑх чарӑнса…», «Тискер вӑхӑт», «Кӗркунне», «Лӑпкӑ тӑман вӗçнӗ чух…», «Аслӑ урам тӑрӑх çын пит çӳрет…» и др.;
- Г. Комиссаров пишет пьесу «Авлану» (Женитьба).

1903
- В Самаре проходит второй съезд чувашских переводчиков;
- В Казани печатаются: повесть Д. Архипова «Константинопольти чӑвашсем», посвящённая жизни чувашей, перебравшихся в Турцию; в Симбирске выходит «Сборник популярных листков по медицине, переведенных на чувашский язык», с предисловием И. Я. Ульянова;
- Произведения: первоначальный вариант поэмы «Уравӑш» П. И. Орлова; стихотворения «Мӗскӗн» С. Кириллова; «Çуркунне», «Çурхи каç», «Caнтӑр киле кайсан» Г. А. Коренькова;

Были переведены на чувашский «Сказ о рыбаке и рыбке», басни И. Крылова, стихотворения А. С. Пушкина, «Вечерний звон» И. Козлова;
1904
- В Казани во второй раз издаётся книга «Пермь халӑхне Христос тенӗпе çутатакан Святой Стефан»; печатаются «Мухтав юрриссен кӗнеки», «Стюхинские чуваши» Ф. П. Никифорова и др.

1905
- В селе Большие Яльчики Тетюшского уезда ученик учительской семинарии Турхан Энтри готовит постановку пьесы «Скупой» Ж. Б. Мольера на чувашском языке;
- Проходит третий съезд чувашских переводчиков в Самаре;
- В Казани увидели свет «Ырӑ сунакан», «Мухамед пурнӑçӗпе унӑн тӗнӗ ислам çинчен», «Патшашӑн хӗн курса вилнӗ çын (Иван Сусанин)» неизвестных авторов; «Вӑрçӑпа çыру вӗренни çинчен» В. Н. Никифорова, «Япони çӗрӗпе Япони çыннисем çинчен» Н. М. Кедрова; «Çутӑра çӳрӗр», «Тыр пулнӑ çул» Т. К. Кириллова, «Тыру-пулӑ тӑвасси çинчен» П. А. Костычёва и др.;
- Чувашские студенты Казанской учительской семинарии под предводительством Н. И. Ашмарина начинают выпускать рукописный журнал «Шурӑмпуç» (Заря), издававшийся вплоть до 1908 года;
- Г. А. Кореньков: стихотворения «Хӑрушла çумӑр», «Нумай усӑ тӑван эс…», "Усал саспа çил шӑхрать и др.; Н. И. Шелеби: сатирическая пьеса «Раççей» (Россия).

1906
- 8 января 1906 года начинает выпускаться первая чувашская газета «Хыпар». В ней начинают печататься произведения стихотворения чувашских поэтов, поэма «Варуççи» Якова Турхана; рассказы и статьи М. Акимова, Д. Демидова-Юлташа, И. Юркина, переводы некоторых произведений Л. Толстого и В. Короленко;
- В начале июля в окрестностях Симбирска проходит первый съезд чувашских учителей Симбирской, Казанской, Самарской и Уфимской губерний;
- Н. Шелеби пишет стихотворения «Патшалӑх пухӑвӗ» (Государственная Дума), «Çӗпӗр çулӗ — чукун çул»; К. Иванов пишет «Вӑранӑр, тапранӑр!», переводит песню «Дубинушка»; Н. Шубоссинни пишет стихи «Çуллахи ӗç çинчи вут-кӑвар», «Нуша», инсценировку «Ряженые», Энтри Турхан переводит очерк «Спартак» Е. Н. Боголюбова;
- В Казани на чувашском языке выходят «Автономия и единство России», «О земстве», «Хитрая механика», «Татары и чуваши»; «Политическая партия çинчен» Н. А. Бобровникова, «Куланайпа акцизсем çинчен» и «Патшалӑхсене тытса тӑмалли майсем» С. П. Игнатьева.

1907
- Поэт-революционер Тайӑр Тимкки переводит песни «Интернационал», «Варшавянка», «Крестьянская марсельеза», «Рабочая марсельеза», «По пыльной дороге…» на чувашский язык;
- В июне закрывают газету «Хыпар»;
- В селе Нижние Тимерсяны Буинского уезда под предводительством Сергея Тӑванъялсем с помощью гектографа печатается литературный журнал «Хайхи», где публикуются произведения чувашских писателей и переводы с других языков;
- В Казани издаются книги «Класра вуласалли кӗнеке» А. Баранова, «Книга для чтения на чувашском языке» И. С. Михеева, серия книг И. Н. Юркина; в Симбирске печатается перевод «Кавказского пленника» Л. Толстого.

1908
- Представители чувашской интеллигенции А. Ф. Никитин, Д. П. Петров и Г. Ф. Алюнов пишут письмо Л. Н. Толстому с целью перевести произведения писателя на чувашский;
- Трубина Марфи пишет стихотворения «Вилӗм» (Смерть) и «Чухӑн» (Бедняк);
- В Симбирске впервые публикуются ставшие впоследствии всемирно известной классикой поэмы «Нарспи» К. Иванова и «Арçури» М. Фёдорова, поэма «Янтрак янтравӗ» и сказки в стихах Н. Шубоссинни; выходят на свет переводы Лермонтова на чувашский, «Наглядный арифметический задачник на чувашском языке» в переводе Илле Тхти.

1909
- В Симбирске под руководством И. Я. Яковлева и К. В. Иванова выходит «Первая книга для чтения после букваря на чувашском языке», в Будапеште печатается первый том «Чӑваш фольклорӗн пуххи» Дьюлы Месароша;
- В Самаре проходит четвёртый съезд чувашских переводчиков;
- В Вильно в газете «Наша нива» печатается статья С. Полуяна «Возрождение чувашского народа», посвященная чувашской литературе и важной миссии газеты «Хыпар».

1910
- И. Ф. Козлов публикует цикл стихов, посвященный традициям и обычаям чувашского народа;
- В Казани выходит первый том «Словаря чувашского языка» Н. Ашмарина, «Русско-чувашский словарь» Н. В. Никольского, «Чӑвашпа тутар мӗн çинчен калаçни» Д. К. Макарова.

1911
- В селе Новое Аксубаево Чистопольского уезда под предводительством Н. Шубоссинни видит свет литературный журнал «Хамӑр ял», выпускавшийся до 1914 года;
- Новые книги: «Тырӑ пулна çул», «1812 çулхи вӑрçӑ çинчен хунӑ юрӑсем» Т. К. Кириллова; «Эрех ӗçме пӑрахӑр…» Н. Шубоссинни; «Пуян пулас килсен, çак кӗнекене ил», «Тавӑт, Мӗлӗш, Шурӑç юпписем» Илле Тхти и др. В Симбирске выходит Новый Завет на чувашском языке.

1912
- Т. Т. Терентьев пишет около двадцати лирических произведений, Энтри Турхан переводит стихотворения С. Надсона;
- В Казани выпускаются новые книги: «Хресчен хӑйӗн ӗçӗ çинчен хывнӑ юрӑсем» Т. К. Кириллова, «Вӗреçӗлен» М. Данилова, «Чӑваш ачин вунна çитичченхи пурнӑçӗ» И. Григорьева, «Аташса кайнӑ çын» П. Падиярова, второй том ашмаринского словаря; переведённый Г. Т. Тихоновым-Кӑлкай «Полтава» А. С. Пушкина; в Симбирске — «Чӑваш çыруне вӗренмелли кӗнеке».

1913
- К. В. Иванов переводит «Песнь песней Соломона» на чувашский язык;
- Н. А. Матвеев перекладывает балладу К. В. Иванова «Тимӗр тылӑ» на русский язык (в стихотворной форме и в форме прозы);
- В селе Старое Сережкино Чистопольского уезда П. Соленцов переписывает стихи местного поэта-импровизатора по имени Çитӑр Ехрим стихи «Кириле», «Чӑтӑрлӑсем», «Тӑван çӗршыв» и др.;
- Ф. П. Павлов из своих стихов, написанных в 1909—1913 годах, подготавливает рукописный стихотворный сборник «Памятник моей юности»;
- А. М. Меценатов переводит сказку Оскара Уайльда «Мальчик-звезда» на чувашский язык.

1914
- В. С. Мочанкин-Семёнов из чувашского села Русскоигнашкино (Йӑкӑнашкел) Самарской губернии (ныне Оренбургская область) отправляет для публикации Н. В. Никольскому около двадцати публицистических и лирический стихотворений, а также поэму «Эрине»;
- А. Прокопьев-Милли переводит поэму «Цыгане» А. С. Пушкина, также переводятся произведения М. Горького, В. Короленко и др.;
- В Казани выпускаются произведения, связанные с началом Первой мировой войны (к примеру, «Çар çынни 1914 çулта вăрçă тухсан юрлани» Т. К. Кириллова).

1915
- 13 марта — смерть К. В. Иванова;
- В Казани издаются книги Н. Шелеби: «Константин хулине туни çинчен чӑваш ваттисем калаçни», «Çaрăмсанпа хăнтăрça», «Вăрçă çинчен», «Вăрçă» и др.
- Г. Т. Тимофеев завершает работу над серией очерков о быте и обычаях чувашей в Сибири.

1916
- Т. К. Кириллов пишет поэму «Çывӑхри ял-йышсем», Мишши Сеспель пишет свое первой стихотворение «Скоро» и начинает выпускать школьный рукописный журнал «Звёздочка», Энтри Турхан переводит Марсельезу;
- В Уфе печатается книга «Чӗтрев» Н. А. Герасимова.

1917
- 1 мая — Возобновляется издание чувашской газеты «Хыпар»; осенью в газете печатается большой очерк «История чуваш» Энтри Турхана.
- Ф. П. Павлов в Акулево создаёт театральную труппу, которая начинает ставить на сцене драматические произведения на чувашском языке.
- В Симбирске отдельными книгами выпускаются «Урине», «Кулаçа тăраниччен çитерни», в Сенгилее — «Хăpaманскер» И. Н. Юркина[22].

### Проза XX века

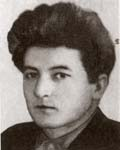
Метри Исаев (Авраль, 1905-1930)

Также см. Категория:Чувашские писатели
В первой половине XX века в чувашской прозе преобладали произведения малых форм, хотя присутствовали, в небольшом количестве,  и крупные (романы И. Н. Юркина, В. И. Краснова-Асли). Малая проза И. Е. Тхти была посчитана настолько характерной и своеобразной, что определена коллегами и литературоведами, гораздо позднее, как минималистическая, отнесена к этому направлению литературы. Но в основном, конечно же, превалировала  малая проза классического, «обычного» типа (С. Хумма, Е. Эллиев, М. Турбина, В. Рзай, М. Исаев).
К малым же жанрам прозы относятся, в основном,  и произведения классика чувашской сатиры и юмора И. И. Мучи, как и творения этого, включая военные (ВОВ), годы, периода, таких авторов, как К. И. Пайраш,  Хв. Уяр, В. З. Иванов-Паймен, А. С. Артемьев, Л. Я. Агаков.
И в дальнейшем малые жанры никуда не уходят, но примерно к 1950-м годам начинают всё заметнее проступать жанры крупные, то есть романы. В качестве примера возьмём «Пăва çулĕ çинче» (На Буинском тракте, 1954) А. Ф. Талвира,  русский перевод которого выдержал несколько массовых изданий, не говоря уже о переводах на многие другие языки (украинский, молдавский, грузинский, белорусский, марийский, татарский, удмуртский, болгарский). Роман высоко оценён многими деятелями литературы всесоюзного уровня — Александром Фадеевым, Николаем Тихоновым, Сергеем Баруздиным и другими. Кстати, сам автор обозначал жанр своего произведения как роман, в отличие от его толкователей, обычно называвших его повестью.
Что касается жанрового определения, трудности связаны  не только с общеизвестной размытостью границ между повестью и романом. Многотомный роман Н. Ф. Мранькка  «Ĕмĕр сакки сарлака» (Широка скамья жизни) хотя и удостоился у  некоторых литературоведов определения как эпопея, на самом же деле это  произведение совершенно особого рода, которое создано по принципу так называемой  мыльной оперы, где  у автора едва ли была заранее спланированная законченная сюжетная линия; роман мог продолжаться бесконечно. И действительно, он остался незаконченным на шестом  томе, но не потому, что автор ушёл в мир иной, а вследствие самой природы этого удивительного произведения. Вероятно, правы те, кто включает его в категорию приключенческих, авантюрных  романов. Интересно отметить, Н. Ф. Мранькка в молодости окончил курсы киносценаристов (1930) в Москве, работал директором студии кинохроники в тресте «Чувашкино» (1933–1938), что и, надо думать, проявилось в его литературном  творчестве, — это так называемое монтажное, кинематографическое, а также сериальное мышление. 

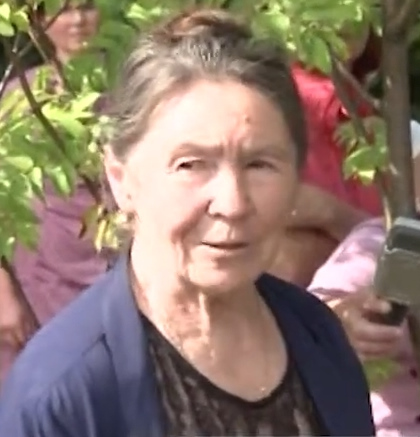
Ева Николаевна Лисина, писатель, занималась современным переводом Библии на чувашский язык, была основным переводчиком и выпускающим редактором. Сестра Г. Н. Айги

Другие выдающиеся  чувашские романисты 20-го века: Д. А. Кибек, Хв. Е. Уяр, С. С. Аслан, Н. Ф. Ильбек, В. С. Алендей, М. Д. Ухсай,  В. Л. Садай, Г. В. Краснов, М. Н. Юхма, Н. А. Петровская и другие.
Есть ещё такой феномен, который называется интеллектуальной прозой. То есть как бы литература  элитарная, «не для всех».  Присутствует она и в чувашской культуре. Но у неё, наверное, есть и своя спцифика. Если  пока отвести в сторону самые новейшие веяния, то к такой литературе можно отнести прозу и вообще всё творчество  уже упомянутого выше И. Е. Тхти. Показательно, что многие произведения авторов такого рода зачастую были  весьма популярны и среди массового читателя. Скажем, по произведениям Ю. И. Скворцова устраивались читательские конференции, томики с его творениями доярки, телятницы и другие работники прятали под подушками в общежитиях животноводческих ферм и так далее.
К такого рода «высокой прозе» примыкает, несомненно и творчество Е. Н. Лисиной, известной также и как  одна из участников проекта под условным названием «новый (полный) перевод Библии на чувашский язык». Её же перу принадлежат и  произведения для детей.
Иногда творчество Е. Н. Лисиной пытаются рассматривать в контексте так называемой «женской прозы». Такой поход  нельзя считать совсем уж неплодотворным, особенно если его понимать в широком смысле: литература, создаваемая женщинами и для женщин, в том  числе и литераторами-мужчинами. В советское время существовала интересная категория читателей чувашских книг, по сути целая социальная страта, называемая на чувашском языке ферма хĕрĕсем, то есть те самые работницы колхозных животноводческих ферм, о которых здесь уже упоминалось. К такого рода читательской аудитории обращены произведения Ю. Ф. Николаевой, хотя опубликованы уже в XXI веке и, к этому времени, данная  социальная прослойка уже перестала существовать, —  вот такой парадокс. Чего не скажешь о Л. А. Маяксм,  П. В. Афанасьеве, А. С. Савельеве-Сас, В. В. Синичкине,  чьи творения появились как раз «вовремя».
П. А. Крысин — сатирик и юморист, Н. Л. Ларионов писал о людях большого спорта,  Г. Ф, Орлов и  Г. Д. Пилеш о природе, П. Н. Чичканов, в основном, посвящал свои произведения Мишши Сеспелю, М. Д. Уйп  в прозе известен своими путёвыми зарисовками, — такая вот специфика.

### Драматургия XX века[39]
У истоков чувашской драматургии стоял Спиридон Михайлов (1821—1861), с его так называемыми «Разговорами», написанными не позднее 1853 года. . На рубеже XIX—XX веков известны опыты в этом роде литературы у Сергея Кириллова (1878—1966), Гурия Комиссарова (1883—1969), Николая Шубоссинни (1889—1942), Михаила Акимова (1884—1914). Однако настоящий импульс для развития получает драматургия лишь после появления чувашского профессионального театра.Хотя издавна существуют так называемые пьесы для чтения, некоторые произведения перечисленных выше авторов, можно сказать, относятся к ним. Да и практически любая пьеса  годится для чтения. Не говоря уже о том, что пьесы можно ставить в любительских театрах, использовать для  радио- и телепостановок и так далее. Нельзя забыть также  о появлении, пусть и кратковременном, своей чувашской  киностудиии под названием  «Чувашкино». Ведь сценарии фильмов, а также либретто опер, балетов тоже относятся к литературе, разница от пьес, в этом отношении,  лишь в том, что они очень редко существуют автономно, просто для чтения.

#### Известные авторы

Н. Т. Терентьев

Также см. Категория:Чувашские драматурги
Был видным драматургом основатель чувашского театра и кино И. С. Максимов-Кошкинский (1893-1975). Проявили себя на этом поприще и некоторые из его соратников, и, прежде всего, П. Н. Осипов (1900-1987), известный по таким пьесам, как «Икĕ каччăн пĕр шухăш» (У двух парней – одна дума, 1917–24), «Кушар» (Кужар, 1919–27), «Ĕмĕр сакки сарлака» (Скамья жизни широка, 1926), «Айтар» (Айдар, 1925, 2-й вариант – 1934, 1937) и др. Значительно позднее лидером, законодателем мод чувашской драматургии становится Н. Т. Терентьев (1925-2014), начинавший как актёр.
Николаю Терентьевичу Терентьеву  были подвластны все виды драматургии — драмы, комедии, трагедии и   разновидности следующих, более «мелких» уровней. В принципе, это характерно и для  других  больших чувашских драматургов. Но, тем не менее, есть отличившиеся в какой-то определённой области. Каких-только пьес не написал Н. С. Айзман, но он остался автором бессмертной комедии «Кай, кай Ивана!» (Выйди, выйди за Ивана!, 1955).   Или вот комедия «Софрон Иваныч кин кĕртет» (Софрон Иваныч сноху принимает, 1968) малоизвестного автора П. К. Емельянова, которая не покидала репертуаров любительских театров. Парадокс заключается в том, что литературоведческого анализа этого произведения до сих пор нет.
В конце XX известным чувашским драматургом становится Б. Б. Чиндыков с нашумевшими трагедией «Урасмет» (Урасметь, 1993) и драмой «Çатан çинчи хура хăмла çырли» (Ежевика вдоль плетня, 1995).
Семья выдающихся чувашских драматургов 20-го века, разумеется, не ограничивается этими именами. Неувядаемы пьесы Ф. П. Павлова, комедия «Судра» (На суде, 1919) и драма «Ялта» (В деревне, 1920-е годы). Есть отличные творения у Г. В. Тал-Мрзы, А. В. Калгана, М. Д. Ухсай и некоторых других авторов. Народный поэт Чувашской АССР А. Е. Алга писал либретто для самых первых чувашских опер  «Шывармань» (Водяная мельница) и «Хамăрьялсем» (Земляки).

### Поэзия XX века

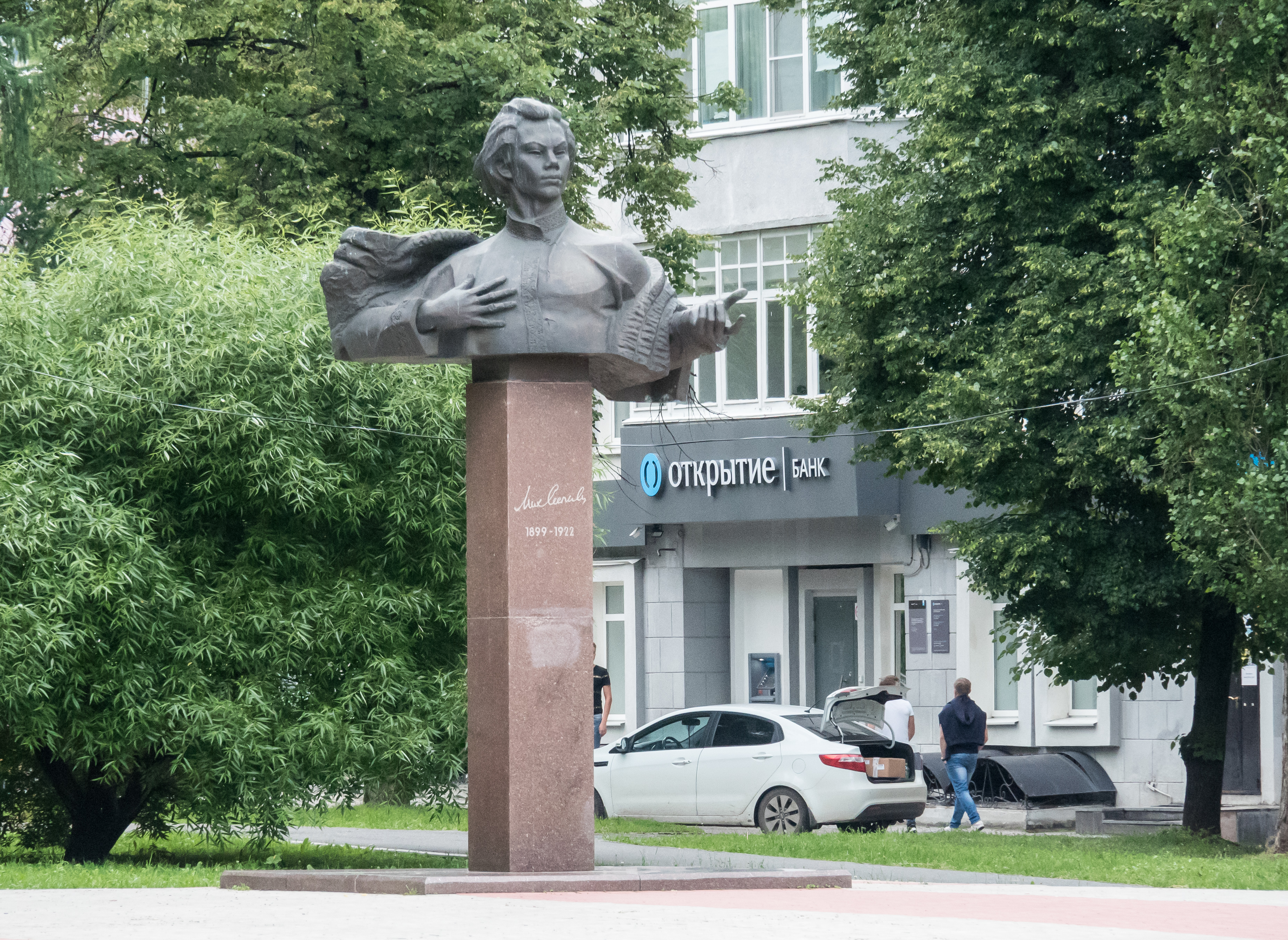
Памятник Мишши Сеспелю в Чебоксарах

Также см. Категория:Чувашские поэты
Начало XX века для чувашской поэзии отмечено безусловным причислением к классическим образцам поэмы К. В. Иванова «Нарспи».  Но самым плодовитым поэтом первого двадцатилетия столетия являлся Т. К. Кириллов, автор многих книг. Выразителем же духа послеоктябрьской революционной эпохи стал М. К. Сеспель. Формально его реформаторское творчество ознаменовалось утверждением силлабо-тоники, а это потребовало установления достаточно жёстких правил чувашского ударения, что само по себе является чисто лингвистическим вопросом. А в более широком понимании, поэзия Сеспеля представляет собой окончательное оформление личностного начала стихотворца. Именно по такому пути шли также П. П. Хузангай, В. Е. Митта, Н. К. Янгас и другие.
Наряду с лирикой получает развитие и эпическая поэзия. Поэма «Хĕн-хур айĕнче» (Сквозь удары судьбы, 1931) С. В. Эльгера написана на основе сказаний и преданий о восстаниях, произошедших после бунта Е.И. Пугачёва. Из-за давления и прямых требований со стороны официальной идеологии,  поэма  получилась двух-, а то и трёхвариантной, но сохранила свой идейно-эстетический потенциал. При изданиях она нуждается в правильном текстологическом подходе. Кстати, такой же многовариантностью отличаются и многие поэтические произведения 1920-х и 1930-х годов П. П. Хузангая, но, в основном, уже по другим причинам и всё это  тоже требует текстологического анализа, что, в значительной мере (но не полностью), сделано в многотомном  научном издании  произведений. Однако в его творчестве всё же немалая часть довоенных (до 1941 г.) стихотворений и циклов стихов так и осталась неизменной и это делает её, в определённом смысле, особенно ценной.

Бюст-памятник П. П. Хузангая в Чебоксарах

Литературовед В. С. Юмарт называл П. П. Хузангая «полководцем» (в оригинале — çарпуç) чувашских поэтов. Очевидно потому, что тому были подвластны все жанры, все виды поэзии. И в то же время это признание его высочайшего авторитета.
Но каким бы высоким ни был этот авторитет, небольшой очерк о чувашской поэзии 20-го века не будет полным, если не упомянуть здесь автора первоначального текста Гимна Чувашской республики И. С. Тукташа.
- Ухсай, Яков Гаврилович
- Айги, Геннадий Николаевич